# Canefield

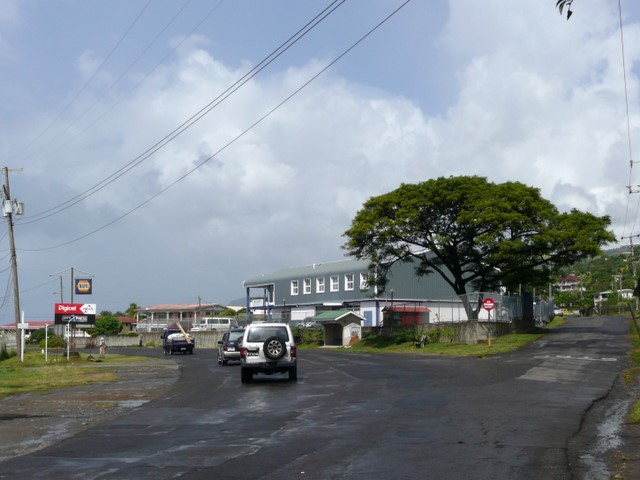
Straße in Canefield

Canefield ist ein Ort im Westen von Dominica. Die Gemeinde hatte im Jahr 2011 3324 Einwohner und ist somit die drittgrößte Ortschaft des Landes. Canefield liegt im Parish Saint Paul.

## Geographische Lage
Der Ort liegt drei Kilometer nördlich der Hauptstadt Dominicas Roseau und südlich von Massacre.

## Wirtschaft und Infrastruktur
Canefield bildet das industrielle Zentrum der Insel. Der zweite Flughafen des Landes befindet sich hier. Auch die Harris Paints Dominica Ltd., ein Unternehmen der Zeugen Jehovas, hat ihren Sitz in Canefield.

## Sehenswürdigkeiten
- Katholische Pfarrkirche St. Martin de Porres, 1998 geweiht, mit einer bemerkenswerten Architektur, die Anliegen des Zweiten Vatikanischen Konzils („Participatio actuosa“ in Sacrosanctum Concilium, Kirche als Volk Gottes in Lumen gentium) Gestalt werden lässt.[2]